# 1318 هـ
1318 هـ هي سنة في التقويم الهجري امتدت مقابلةً في التقويم الميلادي بين سنتي 1900 و1901.

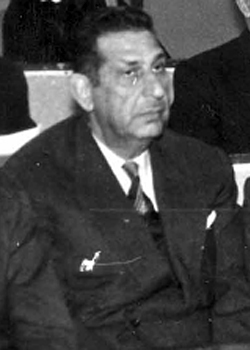
أحمد مختار بابان

## أحداث
- نشوب معركة الصريف الكبرى بعد فترة سلام امتدت 20عاما.
- هزيمة مبارك الصباح وجيوشه وعودتهم إلى الكويت.[5]
- نشوء فكرة الملك عبد العزيز بالعودة إلى الرياض.

## مواليد
- حسن الإحقاقي
- عبد الله بن عبد الرحمن السند
- محمد بن أحمد النبهان الحلبي
- محمد محيي الدين عبد الحميد
- أحمد سوسة.
- أحمد مختار بابان.
- عبد الله الجابر الصباح.
- حسين رياض.
- حسن فتحي
- الأمير تركي الأول بن عبد العزيز آل سعود.
- إبراهيم إنياس الكولخي
- بديع الزمان فروزانفر
- جان سوفاجيه
- جميل أحمد التهانوي
- حصة بنت أحمد السديري
- ريجي بلاشير
- عبد الرحمن حجي
- فيوض الرحمن الديوبندي
- مارتن بلسنر
- مبارك بن سيف الناخي
- مجتبى القزويني
- محمد المختار السوسي
- محمد داود
- محمود أبو الوفا
- هني هارالد هانسن
- محمد صادق الخليلي

## وفيات
- إبراهيم آل السيد حيدر الكاظمي
- ماكس مولر
- محمد بن عبد الغني آل جميل
- محمد دري باشا
- محمد رضا الهمداني
- دري باشا
- محمد علي الأنصاري
- عبد الله مراش